# Utetheisa flava
Utetheisa flava är en fjärilsart som beskrevs av Bang-haas 1927. Utetheisa flava ingår i släktet Utetheisa och familjen björnspinnare. Inga underarter finns listade i Catalogue of Life.